# FC Steaua București în sezonul 2005–06
Sezonul 2005–06 a fost al 57-lea sezon consecutiv pentru Steaua în primul eșalon al fotbalului românesc. A câștigat Supercupa României iar în Cupa României a fost eliminată din primul tur de Rapid II București. În Liga Campionilor, Steaua a intrat în al doilea tur preliminar, unde a trecut de Shelbourne cu scorul general de 4-1. În următorul tur a fost eliminată de Rosenborg, cu scorul general de 4-3, calificarea fiind pierdută și prin autogolul lui Mirel Rădoi. Pentru Steaua a urmat una din cele mai mari performanțe ale fotbalului românesc din ultimii 20 de ani, și anume accederea în semifinalele UEFA. În primul tur al cupei a trecut lejer de Vålerenga (6-1 la general). În grupă a luat primul loc, fără gol primit, deși le-a avut adversare pe Lens, pe care a învins-o cu 4-0 și pe Hertha Berlin. După Heerenveen și Real Betis a urmat „sfertul Uefantastic” cu Rapid. Steaua s-a calificat după două egaluri grație golului marcat în deplasare de Bănel Nicoliță. În semifinale Steaua a fost învinsă dramatic de Middlesbrough. După ce conducea cu 3-0 la general steliștii s-au cantonat în apărare, jucând la un moment dat cu 7 fundași. Acest lucru a fost taxat de echipa adversă care a marcat 4 goluri.
A încheiat campionatul pe primul loc, câștigând al 23-lea titlu din istorie. A avut cea mai bună apărare din campionat, primind numai 16 goluri, cu 7 goluri mai puțin decât a doua apărare, cea a Rapidului. Golgheter a ieșit Nicolae Dică, cu 15 goluri.

## Lotul sezonului 2005-06
| Nr. |            | Poziție | Jucător               |
| --- | ---------- | ------- | --------------------- |
| 3   | România    | F       | Dorin Goian           |
| 5   | România    | F       | Daniel Bălan          |
| 6   | România    | F       | Mirel Rădoi (căpitan) |
| 7   | România    | A       | Daniel Oprița         |
| 8   | România    | M       | Andrei Enescu         |
| 9   | România    | A       | Valentin Simion       |
| 10  | România    | M       | Nicolae Dică          |
| 11  | România    | M       | Gabriel Boștină       |
| 12  | România    | P       | Cornel Cernea         |
| 13  | Portugalia | P       | Carlos Fernandes      |
| 14  | România    | M       | Vasilică Cristocea    |
| 15  | România    | F       | Mihai Neșu            |
| 16  | România    | M       | Bănel Nicoliță        |

| Nr. |         | Poziție | Jucător          |
| --- | ------- | ------- | ---------------- |
| 17  | România | F       | Eugen Baciu      |
| 18  | România | F       | Petre Marin      |
| 19  | România | A       | Victoraș Iacob   |
| 20  | România | F       | George Ogăraru   |
| 21  | România | A       | Andrei Cristea   |
| 22  | România | M       | Sorin Paraschiv  |
| 23  | România | F       | Alexandru Tudose |
| 24  | România | F       | Sorin Ghionea    |
| 25  | România | A       | Alin Lițu        |
| 27  | România | A       | Laurențiu Diniță |
| 28  | România | M       | Florin Lovin     |
| 30  | România | M       | Răzvan Ochiroșii |
| 31  | România | P       | Marius Toma      |

| Veniri: - Cornel Cernea - de la Oțelul Galați - Daniel Bălan - întors din împrumut de la FC Vaslui - Andrei Enescu - de la Building Vânju Mare - Victoraș Iacob - de la Oțelul Galați - Carlos Fernandes - de la Boavista F.C. - Vasilică Cristocea - de la Farul Constanța | Plecări: - Martin Tudor - la CFR Cluj - Dorinel Munteanu - la CFR Cluj - Daniel Orac - împrumutat la Universitatea Craiova - Vasili Hamutovski - la Tom Tomsk - Tiberiu Curt - la Dinamo București |  |

## Competiții

### Divizia A
| Poz | Echipa           | M  | V  | E | Î | GM | GP | DG  | PCT | Caslificări                        |
| --- | ---------------- | -- | -- | - | - | -- | -- | --- | --- | ---------------------------------- |
| 1   | Steaua București | 30 | 19 | 7 | 4 | 49 | 16 | +33 | 64  | Liga Campionilor UEFA Runda a II-a |
| 2   | Rapid București  | 30 | 17 | 8 | 5 | 47 | 23 | +24 | 59  | Cupa UEFA Runda a II-a             |
| 3   | Dinamo           | 30 | 17 | 5 | 8 | 56 | 32 | +24 | 56  | Cupa UEFA Runda I                  |

| Campioana Diviziei A 2005-06     |
| -------------------------------- |
| Steaua București Al 23-lea titlu |

### Meciurile din campionat

#### Tur
| Dată               | Stadion                                                 | Adversar              | Scor  | Comp | Marcatorii Stelei                               | Cronica meciului               |
| 6 august 2005      | Nicolae Dobrin Pitești, România                         | Argeș Pitești         | 0 - 1 | A    | Dică 35'                                        | Românian Soccer[nefuncțională] |
| 14 august 2005     | Stadionul Steaua București, România                     | Național București    | 4 - 0 | A    | Iacob 37', Ogăraru 44', Dică 84', Paraschiv 90' | Românian Soccer[nefuncțională] |
| 20 august 2005     | Dan Păltinișanu Timișoara, România                      | Politehnica Timișoara | 0 - 0 | A    | -                                               | Românian Soccer[nefuncțională] |
| 28 august 2005     | Stadionul Steaua București, România                     | Oțelul Galați         | 4 - 0 | A    | Paraschiv 9', Dică 20', Iacob 57', Oprița 75'   | Românian Soccer[nefuncțională] |
| 11 septembrie 2005 | Tudor Vladimirescu Târgu Jiu, România                   | Pandurii Târgu-Jiu    | 1 - 2 | A    | Nicoliță 10', Boștină 76'                       | Românian Soccer[nefuncțională] |
| 18 septembrie 2005 | Stadionul Steaua București, România                     | Dinamo București      | 2 - 2 | A    | Goian 6', Dică 15'                              | Românian Soccer[nefuncțională] |
| 25 septembrie 2005 | Emil Alexandrescu Iași, România                         | Politehnica Iași      | 0 - 1 | A    | Boștină 65' (pen.)                              | Românian Soccer[nefuncțională] |
| 2 octombrie 2005   | Stadionul Steaua București, România                     | FCM Bacău             | 1 - 0 | A    | Paraschiv 27'                                   | Românian Soccer[nefuncțională] |
| 16 octombrie 2005  | Gheorghe Hagi Constanța, România                        | Farul Constanța       | 1 - 4 | A    | Iacob 16', 70', Dică 36', Boștină 77'           | Românian Soccer[nefuncțională] |
| 23 octombrie 2005  | Valentin Stănescu București, România                    | Rapid București       | 0 - 0 | A    | -                                               | Românian Soccer[nefuncțională] |
| 29 octombrie 2005  | Stadionul Steaua București, România                     | Gloria Bistrița       | 0 - 1 | A    | -                                               | Românian Soccer[nefuncțională] |
| 6 noiembrie 2005   | Stadionul Dr. Constantin Rădulescu Cluj-Napoca, România | CFR Cluj              | 1 - 0 | A    | -                                               | Românian Soccer[nefuncțională] |
| 20 noiembrie 2005  | Stadionul Steaua București, România                     | Sportul Studențesc    | 4 - 1 | A    | Rădoi 19', Dică 23', Nicoliță 45', Iacob 57'    | Românian Soccer[nefuncțională] |
| 26 noiembrie 2005  | Jiul Petroșani, România                                 | Jiul Petroșani        | 1 - 2 | A    | Nicoliță 45', Dică 57'                          | Românian Soccer[nefuncțională] |
| 4 decembrie 2005   | Stadionul Steaua București, România                     | FC Vaslui             | 2 - 2 | A    | Dică 8', Boștină 75'                            | Românian Soccer[nefuncțională] |

#### Retur
| Dată            | Stadion                                | Adversar              | Scor  | Comp | Marcatorii Stelei                   | Cronica meciului |
| 12 martie 2006  | Stadionul Steaua București, România    | Argeș Pitești         | 0 - 0 | A    | -                                   |                  |
| 19 martie 2006  | Stadionul Cotroceni București, România | Național București    | 0 - 0 | A    | -                                   |                  |
| 26 martie 2006  | Stadionul Steaua București, România    | Politehnica Timișoara | 2 - 1 | A    | Dică 4', Nicoliță 21'               |                  |
| 2 aprilie 2006  | Stadionul Oțelul București, România    | Oțelul Galați         | 0 - 3 | A    | Cristea 35', Rădoi 47', Cristea 91' |                  |
| 3 mai 2006      | Stadionul Steaua București, România    | Pandurii Târgu-Jiu    | 1 - 0 | A    | Naicu 79' (AG)                      |                  |
| 9 aprilie 2006  | Stadionul Dinamo București, România    | Dinamo București      | 1 - 1 | A    | Cristocea 92'                       |                  |
| 12 aprilie 2006 | Stadionul Steaua București, România    | Politehnica Iași      | 1 - 0 | A    | Dică 64' (pen.)                     |                  |
| 17 mai 2006     | Stadionul Municipal Bacău, România     | FCM Bacău             | 0 - 2 | A    | Cristea 37', Lovin 65'              |                  |
| 22 aprilie 2006 | Stadionul Steaua București, România    | Farul Constanța       | 3 - 0 | A    | Nicoliță 48', 78', Dică 58'         |                  |
| 30 aprilie 2006 | Stadionul Steaua București, România    | Rapid București       | 0 - 2 | A    | -                                   |                  |
| 6 mai 2006      | Stadionul Gloria Bistrița, România     | Gloria Bistrița       | 1 - 0 | A    | -                                   |                  |
| 14 mai 2006     | Stadionul Steaua București, România    | CFR Cluj              | 2 - 0 | A    | Goian 58', Dică 85'                 |                  |
| 21 mai 2006     | Stadionul Regie București, România     | Sportul Studențesc    | 1 - 2 | A    | Nicoliță 48', Rădoi 57' (pen.)      |                  |
| 3 iunie 2006    | Stadionul Steaua București, România    | Jiul Petroșani        | 1 - 0 | A    | Cristocea 16'                       |                  |
| 7 iunie 2006    | Stadionul Municipal Vaslui, România    | FC Vaslui             | 0 - 4 | A    | Rădoi 5' (pen.), Dică 10', 43', 56' |                  |

### Cupa României
| Dată               | Stadion                                                 | Adversar           | Scor          | Comp          | Marcatorii Stelei | Cronica meciului |
| 21 septembrie 2005 | Stadionul Giulești-Valentin Stănescu București, România | Rapid II București | 0 - 0 8 - 7 P | Cupa României |                   |                  |

### Supercupa României
| 22 iulie 2006 21:00 | Steaua București | 1 – 0     | Rapid București | Stadionul Național, București Spectatori: 30.000 Arbitru: Alexandru Tudor (București) |
| 22 iulie 2006 21:00 | Oprița 90'       | (Cronică) |                 | Stadionul Național, București Spectatori: 30.000 Arbitru: Alexandru Tudor (București) |

### Liga Campionilor

#### Tururile preliminare

##### Al doilea tur

###### Tur
| 27 iulie 2005 21:30 | Shelbourne | 0 – 0 | Steaua București | Tolka Park, Dublin Spectatori: 10.000 Arbitru: Romans Lajuks (Letonia) |
| 27 iulie 2005 21:30 | (Cronică)  |       |                  | Tolka Park, Dublin Spectatori: 10.000 Arbitru: Romans Lajuks (Letonia) |

###### Retur
| 3 august 2005 20:30 | Steaua București                                    | 4 – 1                   | Shelbourne      | Stadionul Steaua, București Spectatori: 15.000 Arbitru: Claude Colombo (Franța) |
| 3 august 2005 20:30 | Nicoliță 18' Iacob 28' Diniță 64' Oprița 95' (pen.) | (Cronică) Rezumat Video | Jason Byrne 38' | Stadionul Steaua, București Spectatori: 15.000 Arbitru: Claude Colombo (Franța) |

##### Al treilea tur

###### Tur
| 10 august 2005 21:00 | Steaua București | 1 – 1     | Rosenborg   | Stadionul Steaua, București Spectatori: 10.000 Arbitru: Eric J. E. Braamhaar (Olanda) |
| 10 august 2005 21:00 | Iacob 30'        | (Cronică) | Helstad 35' | Stadionul Steaua, București Spectatori: 10.000 Arbitru: Eric J. E. Braamhaar (Olanda) |

###### Retur
| 23 august 2005 21:45 | Rosenborg                               | 3 – 2     | Steaua București    | Stadionul Lerkendal, Trondheim Spectatori: 10.000 Arbitru: Alain Sars (Franța) |
| 23 august 2005 21:45 | Solli 38' Ödegaard 57' Rădoi 60' (a.g.) | (Cronică) | Rădoi 74' Iacob 76' | Stadionul Lerkendal, Trondheim Spectatori: 10.000 Arbitru: Alain Sars (Franța) |

### Cupa UEFA

#### Primul tur

###### Tur
| 15 septembrie 2005 20:30 | Vålerenga | 0 – 3     | Steaua București              | Ullevaal Stadion, Oslo Spectatori: 6.000 Arbitru: Ceri Richards (Țara Galilor) |
| 15 septembrie 2005 20:30 |           | (Cronică) | Rădoi 24' Iacob 35' Goian 73' | Ullevaal Stadion, Oslo Spectatori: 6.000 Arbitru: Ceri Richards (Țara Galilor) |

###### Retur
| 29 septembrie 2005 19:00 | Steaua București               | 3 – 1     | Vålerenga   | Stadionul Gheorghe Hagi, Constanța Spectatori: 15.000 Arbitru: Joăo Francisco Lopes Ferreira (Portugalia) |
| 29 septembrie 2005 19:00 | Dică 31' Boștină 41' Iacob 48' | (Cronică) | Hulsker 57' | Stadionul Gheorghe Hagi, Constanța Spectatori: 15.000 Arbitru: Joăo Francisco Lopes Ferreira (Portugalia) |

#### Grupa C
| Echipă           | Pct. | M | V | E | Î | GM | GP | DG  |
| ---------------- | ---- | - | - | - | - | -- | -- | --- |
| Steaua București | 8    | 4 | 2 | 2 | 0 | 7  | 0  | +7  |
| Lens             | 7    | 4 | 2 | 1 | 1 | 7  | 5  | +2  |
| Hertha Berlin    | 6    | 4 | 1 | 3 | 0 | 1  | 0  | +1  |
| Sampdoria        | 5    | 4 | 1 | 2 | 1 | 4  | 3  | +1  |
| Halmstad         | 0    | 4 | 0 | 0 | 4 | 1  | 12 | -11 |

#### Meciurile Stelei din Grupa C
| Dată              | Stadion                                 | Adversar      | Scor  | Comp | Marcatorii Stelei                   | Cronica meciului |
| 28 octombrie 2005 | Stadionul Steaua București, România     | Lens          | 4 - 0 | UEFA | Iacob 13', Goian 16', Dică 45', 63' | Romanian Soccer  |
| 3 noiembrie 2005  | Stadionul Luigi Ferraris Genova, Italia | Sampdoria     | 0 - 0 | UEFA | -                                   | Romanian Soccer  |
| 30 noiembrie 2005 | Stadionul Steaua București, România     | Halmstads     | 3 - 0 | UEFA | Rădoi 9', Goian 64', Iacob 72'      | Romanian Soccer  |
| 15 decembrie 2005 | Olympiastadion Berlin, Germania         | Hertha Berlin | 0 - 0 | UEFA | -                                   | Romanian Soccer  |

#### Șaisprezecimi

###### Tur
| 15 februarie 2006 20:15 | Heerenveen   | 1 – 3     | Steaua București                 | Abe Lenstra, Heerenveen Spectatori: 20.000 Arbitru: Stuart Dougal (Scoția) |
| 15 februarie 2006 20:15 | Bruggink 25' | (Cronică) | Dică 28' Goian 77' Paraschiv 80' | Abe Lenstra, Heerenveen Spectatori: 20.000 Arbitru: Stuart Dougal (Scoția) |

###### Retur
| 23 februarie 2005 19:00 | Steaua București | 0 – 1     | Heerenveen   | Stadionul Național (Lia Manoliu), București Spectatori: 50.000 Arbitru: Jaroslav Jara (Cehia) |
| 23 februarie 2005 19:00 |                  | (Cronică) | Bruggink 85' | Stadionul Național (Lia Manoliu), București Spectatori: 50.000 Arbitru: Jaroslav Jara (Cehia) |

#### Optimi

###### Tur
| 9 martie 2006 19:00 | Steaua București | 0 – 0 | Real Betis | Stadionul Național (Lia Manoliu), București Spectatori: 50.000 Arbitru: Iuri Bașkakov (Rusia) |
| 9 martie 2006 19:00 | (Cronică)        |       |            | Stadionul Național (Lia Manoliu), București Spectatori: 50.000 Arbitru: Iuri Bașkakov (Rusia) |

###### Retur
| 16 martie 2006 22:30 | Real Betis | 0 – 3     | Steaua București                    | Stadionul Manuel Ruíz de Lopera, Sevilla Spectatori: 12.000 Arbitru: Massimo De Santis (Italia) |
| 16 martie 2006 22:30 |            | (Cronică) | Nicoliță 53' Iacob 77' Nicoliță 82' | Stadionul Manuel Ruíz de Lopera, Sevilla Spectatori: 12.000 Arbitru: Massimo De Santis (Italia) |

#### Sferturi

###### Tur
| 30 martie 2006 20:45 | Rapid București | 1 – 1     | Steaua București | Stadionul Giulești-Valentin Stănescu, București Spectatori: 18.000 Arbitru: Wolfgang Stark (Germania) |
| 30 martie 2006 20:45 | Moldovan 48'    | (Cronică) | Nicoliță 4'      | Stadionul Giulești-Valentin Stănescu, București Spectatori: 18.000 Arbitru: Wolfgang Stark (Germania) |

###### Retur
| 6 aprilie 2006 20:30 | Steaua București | 0 – 0 | Rapid București | Stadionul Național (Lia Manoliu), București Spectatori: 50.000 Arbitru: Luis Medina Cantalejo (Spania) |
| 6 aprilie 2006 20:30 | (Cronică)        |       |                 | Stadionul Național (Lia Manoliu), București Spectatori: 50.000 Arbitru: Luis Medina Cantalejo (Spania) |

#### Semifinale

###### Tur
| 20 aprilie 2006 20:45 | Steaua București | 1 – 0     | Middlesbrough FC | Stadionul Național (Lia Manoliu), București Spectatori: 52.000 Arbitru: Alain Hamer (Luxemburg) |
| 20 aprilie 2006 20:45 | Dică 29'         | (Cronică) |                  | Stadionul Național (Lia Manoliu), București Spectatori: 52.000 Arbitru: Alain Hamer (Luxemburg) |

###### Retur
| 27 aprilie 2006 22:00 | Middlesbrough                                    | 4 – 2     | Steaua București   | Riverside Stadium, Middlesbrough Spectatori: 32.637 Arbitru: Luboš Michel (Slovacia) |
| 27 aprilie 2006 22:00 | Macarone 33' Viduka 66' Riggott 73' Macarone 89' | (Cronică) | Dică 15' Goian 23' | Riverside Stadium, Middlesbrough Spectatori: 32.637 Arbitru: Luboš Michel (Slovacia) |